# 가일수
가일수(加一手)는 바둑에서 세를 얻거나 자기 돌의 약점(결점)을 지키기 위해 한 수를 더하는 것이다. 불완전한 모양의 뒷맛을 없애고 자신의 돌을 보강하거나 안정시키고자 할 때 또는 상대방 돌을 확실히 잡고자 할 때 두는 행마법이다.